# Cromossoma 20

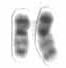
Par de cromossoma 20

O cromossoma 20 é um dos 23 pares de cromossomas do genótipo humano.

## Alguns genes
Alguns dos genes situados no cromossoma 20 são:
- AHCY: S-adenosil-homocisteína hidrolase;
- ARFGEF2: ADP-ribosylation factor guanine nucleotide-exchange factor 2 (brefeldina A-inhibida);
- BMP2: Proteína 2 morfogenética dos ossos (diferenciação osteoblastos);
- DNAJC5: DnaJ homólogo subfamília C membro 5 (CSP);
- EDN3: endotelina 3;
- GSS: glutação sintetase;
- GNAS1: subunidade alfa Gs (proteína G de membrana);
- JAG1: jagged 1 (síndrome de Alagille);
- PANK2: pantotenato quinase 2 (síndrome de Hallervorden-Spatz);
- PRNP: proteína prión (p27-30) (doença de Creutzfeld-Jakob, síndrome de Gerstmann-Strausler-Scheinker, insónia familiar fatal (IFF));
- tTG: transglutaminase dos tecidos (doença celíaca);
- SALL4: xene similar ao sal 4. Nos humanos codifica un suposto factor de transcrição dedo de zinco;
- VAPB: VAMP (proteína B e C associada à proteína de membrana associada a vesículas).

## Doenças
- Síndrome de Alagille;
- Doença celíaca;
- Síndrome de Waardenburg;
- Síndrome do cromossoma 20 em anel.

.